# 西郷元正
西郷 元正（さいごう もとまさ）は、戦国時代の三河国の武将。

## 経歴
三河八名郡嵩山月ヶ谷城主の西郷正勝の嫡男として生まれる。西郷氏は同じ東三河国人の田峯菅沼氏・野田菅沼氏などとともに、今川氏から自立した松平元康に従い、今川方への備えとして月ヶ谷城の北北東約1.8kmの地に五本松城を築いた。父の正勝は五本松城に移ったため、月ヶ谷城は元正が守備した。
永禄4年（1561年）三河国境に近い遠江宇津山城の今川方の将・朝比奈泰長が西郷領に侵入し、五本松城を急襲した。この時、元正は家臣10余人を連れて五本松城を訪ねて月ヶ谷城に帰る路次だったが、稗林峠の夫婦石（女夫石）の辺りで合戦に気付いて五本松城へ引き返した。元正は正勝らとともに勇戦したものの、父子ともに討死した。西郷領はやがて松平氏の援軍を得た弟・清員が奪還し、清員の斡旋で元正の遺児・義勝が西郷氏の家督を継承した。